# Ryzák

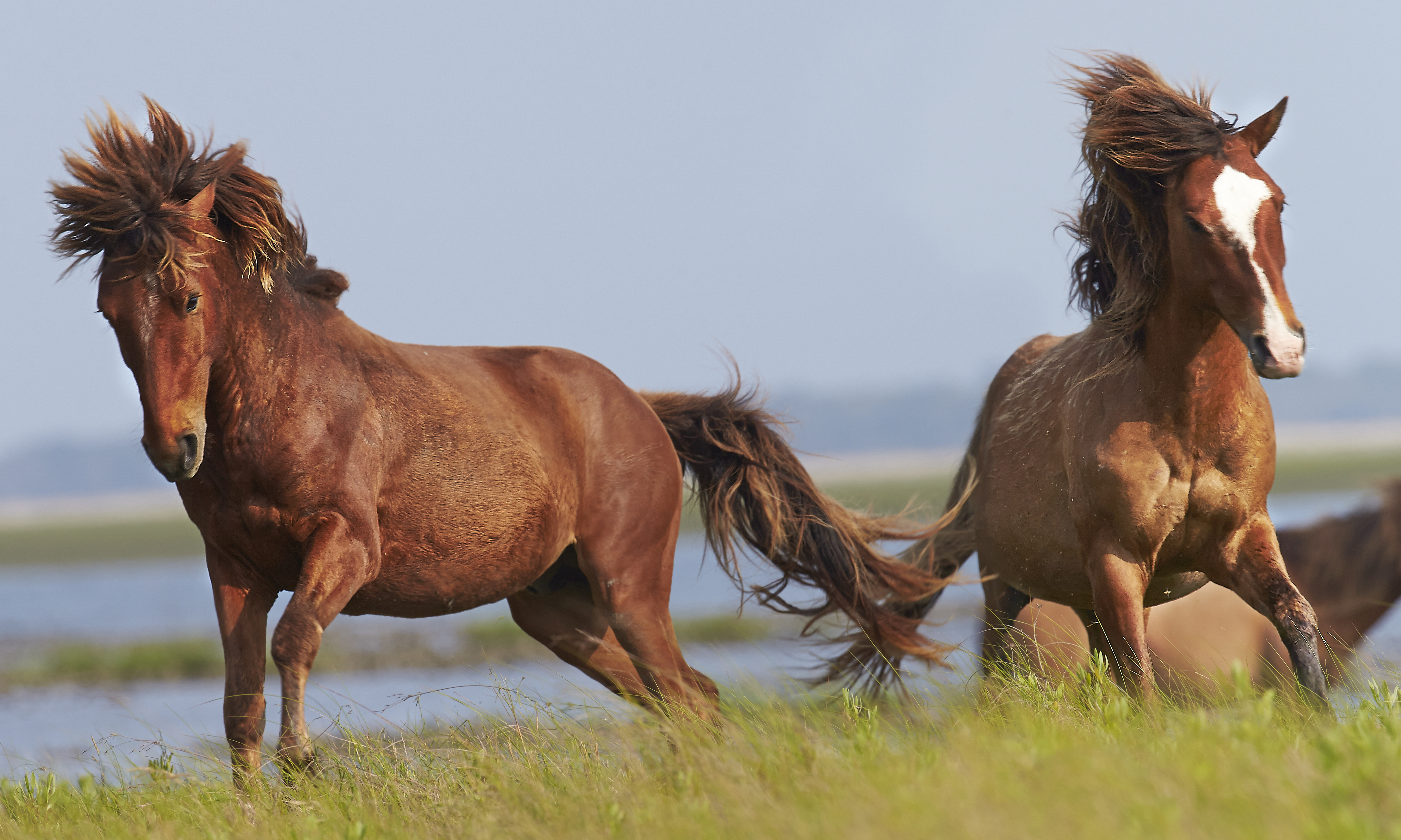
Typický vzhled ryzáka

Ryzák je kůň, jehož typické zbarvení je považováno za jedno ze základních. Navzdory názvu, který vyvolává představu cihlově červené nebo cihlově hnědé barvy, může mít kůň ryzák celou škálu odstínů a barev, od tmavě ryzé (játrové) až po skoro žlutou. Barva žíní může být téměř jakákoliv, od velmi tmavé (ne však černé) až po úplně bílou. Na rozdíl od hnědáka nemá černé končetiny a špičky uší, černou hřívu a černý ocas. Na končetinách má obvykle bílé nebo žádné znaky.